# Mein perfektes Hochzeitskleid! – Atlanta
Mein perfektes Hochzeitskleid! – Atlanta ist eine amerikanische Reality-Serie von TLC. Sie zeigt die Ereignisse des Ladens Bridals by Lori im atlantaner Vorort Sandy Springs. Sie zeigt die einzelnen Vertriebsmitarbeiter, Manager und das restliche Personal des Ladens zusammen mit den zukünftigen Bräuten, welche ihr perfektes Brautkleid suchen. Sie ist ein Spin-off von Say Yes to the Dress. In Deutschland wird sie von Sixx ausgestrahlt.

## Hintergrund
Mein perfektes Hochzeitskleid! – Atlanta wurde im Juli 2010 angekündigt. Die Sendung zeigt Lori Allen, seit 1980 Eigentümerin von Bridals by Lori in Atlanta. Bridals by Lori ist das größte Brautmodengeschäft in Atlanta und feierte zu Beginn der Serie sein dreißigjähriges Jubiläum. Sie zeigt auch Image Consultant Monte Durham. Andere Personen sind die Managerin Robin Gibbs und ihre Assistentin Flo Waters.
Um in der Show mitzumachen, muss man sich online bewerben und dann einen Castingprozess durchlaufen. Die Bräute und ihre Familien erhalten keine Gage für ihren Auftritt im TV und müssen das Kleid nicht kaufen. Von den einundzwanzig Umkleidekabine wird A10 in der Show gezeigt. Im Jahr 2012 gab es ein Special mit Bräuten, die zuvor an Brustkrebs erkrankt waren.

## Spin-offs
Folgende Serien stammen von der Atlantaausgabe ab:
- Say Yes to the Dress: Bridesmaids (seit Juli 2011) ist ein Spinoff, welches sich auf die Brautjungfern und Brautjungfern Showroom von Bridals by Lori konzentriert.[7]
- Say Yes to the Dress: Monte’s Take (2011–2012) war ein Podcast von Monte Durham, dem Bridal image consultant von Bridals by Lori und TLC Interactive Producer Candace Keener. Der wöchentliche Podcast handelt von Hochzeitstipps und -tricks.

## Episoden
| Staffel | Episodes | Staffel Premiere | Staffel Finale     |
| ------- | -------- | ---------------- | ------------------ |
| 1       | 12       | 30. Juli 2010    | 24. September 2010 |
| 2       | 18       | 8. Juli 2011     | 30. September 2011 |
| 3       | 18       | 6. Januar 2012   | 6. April 2012      |
| 4       | 18       | 24. August 2012  | 7. September 2012  |
| 5       | 18       | 8. März 2013     | 17. Mai 2013       |
| 6       | 18       | 8. November 2013 | 31. Januar 2014    |

### Staffel 1 (2010)
| Nummer/Staffel | Numme/Serie | Titel                      | Erstausstrahlung |
| -------------- | ----------- | -------------------------- | ---------------- |
| 1              | 1           | Virgin Brides Wear Sleeves | 30. Juli 2010    |
| 2              | 2           | Breaking the Curse         | 6. Aug. 2010     |
| 3              | 3           | If Mama’s Not Happy…       | 6. Aug. 2010     |
| 4              | 4           | The Full Monte             | 13. Aug. 2010    |
| 5              | 5           | Buyer’s Remorse            | 13. Aug. 2010    |
| 6              | 6           | Head or Tails              | 20. Aug. 2010    |
| 7              | 7           | Looking for Support        | 20. Aug. 2010    |
| 8              | 8           | For Better or Worse        | 27. Aug. 2010    |
| 9              | 9           | When Push Turns to Shove   | 3. Sep. 2010     |
| 10             | 10          | Bridal Veterans            | 10. Sep. 2010    |
| 11             | 11          | In Mom’s Absence           | 17. Sep. 2010    |
| 12             | 12          | The Royal Treatment        | 24. Sep. 2010    |

### Staffel 2 (2011)
| Nummer/Staffel | Numme/Serie | Titel                              | Erstausstrahlung |
| -------------- | ----------- | ---------------------------------- | ---------------- |
| 1              | 13          | Southern Mamas Are Hard, Y’all…    | 8. Juli 2011     |
| 2              | 14          | Go Big or Go Home                  | 8. Juli 2011     |
| 3              | 15          | A Fox in the Henhouse              | 15. Juli 2011    |
| 4              | 16          | Taming of the Shrews               | 15. Juli 2011    |
| 5              | 17          | Mamas and Dramas and Tears, Oh My! | 22. Juli 2011    |
| 6              | 18          | Sibling Rivalry                    | 22. Juli 2011    |
| 7              | 19          | Be Bold                            | 29. Juli 2011    |
| 8              | 20          | Are You Looking for Trouble?       | 29. Juli 2011    |
| 9              | 21          | Longest Appointment Ever…          | 5. Aug. 2011     |
| 10             | 22          | The Girl With the Dragon Tattoo    | 5. Aug. 2011     |
| 11             | 23          | Two Moms Are Better Than None      | 12. Aug. 2011    |
| 12             | 24          | Brothers and Mothers               | 19. Aug. 2011    |
| 13             | 25          | Brides With Baggage                | 26. Aug. 2011    |
| 14             | 26          | Everyone Says A-HA!                | 2. Sep. 2011     |
| 15             | 27          | Here Comes the Bride…and her Bride | 9. Sep. 2011     |
| 16             | 28          | Power of the Purse                 | 16. Sep. 2011    |
| 17             | 29          | Bride Knows Best                   | 23. Sep. 2011    |
| 18             | 30          | No Boys Allowed…                   | 30. Sep. 2011    |

### Staffel 3 (2012)
| Nummer/Staffel | Numme/Serie | Titel                             | Erstausstrahlung |
| -------------- | ----------- | --------------------------------- | ---------------- |
| 1              | 31          | Dancing Queen                     | 6. Jan. 2012     |
| 2              | 32          | Daddy’s Girls                     | 6. Jan. 2012     |
| 3              | 33          | Operation: Cinderella             | 13. Jan. 2012    |
| 4              | 34          | Vocal Training                    | 13. Jan. 2012    |
| 5              | 35          | Tunnel Vision                     | 20. Jan. 2012    |
| 6              | 36          | Mini Monte                        | 20. Jan. 2012    |
| 7              | 37          | Modern Day Scarlett               | 27. Jan. 2012    |
| 8              | 38          | Fresh Start                       | 27. Jan. 2012    |
| 9              | 39          | Mamas Know Best                   | 3. Feb. 2012     |
| 10             | 40          | Double Mama Drama                 | 10. Feb. 2012    |
| 11             | 41          | Live for Today, Hope for Tomorrow | 17. Feb. 2012    |
| 12             | 42          | High Fashion Anxiety              | 24. Feb. 2012    |
| 13             | 43          | It’s More Than a Dress            | 2. März 2012     |
| 14             | 44          | Falling in Love                   | 9. März 2012     |
| 15             | 45          | Say No to the Ball Gown           | 16. März 2012    |
| 16             | 46          | Father Knows Dress                | 23. März 2012    |
| 17             | 47          | Stealing the Spotlight            | 30. März 2012    |
| 18             | 48          | Meant to Be                       | 6. Apr. 2012     |

### Staffel 4 (2012)
| Nummer/Staffel | Numme/Serie | Titel                                | Erstausstrahlung |
| -------------- | ----------- | ------------------------------------ | ---------------- |
| 1              | 49          | Country Girls Gone Wild              | 24. Aug. 2012    |
| 2              | 50          | Mommy-Daddy’s Little Girl            | 24. Aug. 2012    |
| 3              | 51          | The Mouth of the South               | 31. Aug. 2012    |
| 4              | 52          | Three Cheers for the Bride!          | 31. Aug. 2012    |
| 5              | 53          | Sisters Act Out!                     | 7. Sep. 2012     |
| 6              | 54          | Power Play                           | 7. Sep. 2012     |
| 7              | 55          | Between a Sham-Rock and a Hard Place | 14. Sep. 2012    |
| 8              | 56          | Blinded by Science                   | 14. Sep. 2012    |
| 9              | 57          | Secret Princess                      | 21. Sep. 2012    |
| 10             | 58          | Dueling Divas                        | 21. Sep. 2012    |
| 11             | 59          | Never Been Kissed                    | 28. Sep. 2012    |
| 12             | 60          | Skin Can’t Win                       | 28. Sep. 2012    |
| 13             | 61          | Bridal Floor Bullies                 | 5. Okt. 2012     |
| 14             | 62          | Mama Gets Her Groove Back            | 5. Okt. 2012     |
| 15             | 63          | Dream Dress or Bust                  | 12. Okt. 2012    |
| 16             | 64          | A Little Help From Her Friends       | 12. Okt. 2012    |
| 17             | 65          | Poof, There It Is!                   | 19. Okt. 2012    |
| 18             | 66          | Baby Wants Blings                    | 19. Okt. 2012    |

### Staffel 5 (2013)
| Nummer/Staffel | Numme/Serie | Titel                                | Erstausstrahlung |
| -------------- | ----------- | ------------------------------------ | ---------------- |
| 1              | 67          | Good News, Bad News                  | 8. März 2013     |
| 2              | 68          | Rockin’ the Runway                   | 8. März 2013     |
| 3              | 69          | Country Girls Do Bridal Best         | 15. März 2013    |
| 4              | 70          | Rolling With the Punches             | 15. März 2013    |
| 5              | 71          | Thinking Outside of the Box          | 22. März 2013    |
| 6              | 72          | Divas on the Defense                 | 22. März 2013    |
| 7              | 73          | Bucking Tradition                    | 29. März 2013    |
| 8              | 74          | Chocolate Milk, Mermaids and Mothers | 29. März 2013    |
| 9              | 75          | More Granny, More Problems           | 5. Apr. 2013     |
| 10             | 76          | The Bride Strikes Back               | 5. Apr. 2013     |
| 11             | 77          | I Do Again                           | 12. Apr. 2013    |
| 12             | 78          | Princess Brides Beware               | 12. Apr. 2013    |
| 13             | 79          | No to the Bow                        | 19. Apr. 2013    |
| 14             | 80          | Hope on a Hanger                     | 19. Apr. 2013    |
| 15             | 81          | Tulle vs. Ta-Ta’s                    | 26. Apr. 2013    |
| 16             | 82          | Team Spirit                          | 3. Mai 2013      |
| 17             | 83          | Booty-do’s and Ball Gowns            | 10. Mai 2013     |
| 18             | 84          | The Family Feud                      | 17. Mai 2013     |

### Staffel 6 (2013–14)
| Nummer/Staffel | Numme/Serie | Titel                       | Erstausstrahlung |
| -------------- | ----------- | --------------------------- | ---------------- |
| 1              | 85          | Extra-Special Day           | 8. Nov. 2013     |
| 2              | 86          | Bridal Sabotage             | 8. Nov. 2013     |
| 3              | 87          | Mom’s Way or the Highway    | 15. Nov. 2013    |
| 4              | 88          | To Sleeve, or Not to Sleeve | 15. Nov. 2013    |
| 5              | 89          | Playing Chicken             | 22. Nov. 2013    |
| 6              | 90          | Double Trouble              | 22. Nov. 2013    |
| 7              | 91          | Pastor Princess             | 29. Nov. 2013    |
| 8              | 92          | There’s No I in Groom       | 29. Nov. 2013    |
| 9              | 93          | Brides by the Numbers       | 6. Dez. 2013     |
| 10             | 94          | Breaking the Bank           | 6. Dez. 2013     |
| 11             | 95          | No Time for Nostalgia       | 27. Dez. 2013    |
| 12             | 96          | Chances Are…                | 3. Jan. 2014     |
| 13             | 97          | Bride Overboard             | 3. Jan. 2014     |
| 14             | 98          | It Takes Two                | 10. Jan. 2014    |
| 15             | 99          | Shiny, Happy, Bling!        | 10. Jan. 2014    |
| 16             | 100         | Twelve’s a Crowd            | 17. Jan. 2014    |
| 17             | 101         | Up the Aunt-ie              | 24. Jan. 2014    |
| 18             | 102         | By The Book                 | 31. Jan. 2014    |